# Emmanuel Mas
Emmanuel Matías Mas (San Juan, 15 de janeiro de 1989) é um futebolista argentino que atua como lateral esquerdo. Atualmente joga no Estudiantes.

## Carreira
Em 2013, foi contratado pelo San Lorenzo.

## Títulos
San Lorenzo
- Torneo Inicial: 2014
- Copa Libertadores da América: 2014
- Supercopa Argentina: 2015

Boca Juniors
- Supercopa Argentina: 2018
- Campeonato Argentino: 2019–20